# 60-я армия (СССР)
60-я армия (60 А) — оперативное войсковое объединение (общевойсковая армия) в составе Вооружённых сил СССР во время Великой Отечественной войны.

## История

### Первое формирование
60-я армия была сформирована 15 ноября 1941 года на основании директивы Ставки ВГК от 2 ноября 1941 года в Приволжском военном округе с подчинением Ставке ВГК. В состав 60-й армии вошли 334-я, 336-я, 348-я, 352-я, 358-я, 360-я стрелковые, 11-я кавалерийская дивизии, а также ряд артиллерийских и других соединений и частей.
В начале декабря армия получила задачу оборудовать оборонительный рубеж по левому берегу Волги на участке от Унжи до Козьмодемьянска и Горьковского укреплённого района и 5 декабря была включена в состав Московской зоны обороны.
25 декабря 1941 года 60-я армия была преобразована в 3-ю ударную армию.

### Второе формирование
60-я армия повторно была сформирована 7 июля 1942 года путём преобразования 3-й резервной армии и в составе имела 107-ю, 121-ю, 161-ю, 167-ю, 195-ю, 232-ю, 237-ю, 246-ю, 303-ю и 322-ю стрелковые дивизии, 75-й укреплённый район, а также ряд танковых, артиллерийских и других соединений и частей.
9 июля армия была включена в Воронежский фронт, в составе которого до конца 1942 года вела оборонительные бои на левом берегу Дона севернее Воронежа. Зимой 1943 года армия принимала участие в Воронежско-Касторненской операции и третьей битве за Харьков (Харьковской наступательной операции 2.02.-3.03.1943 года), в ходе которых 25 января освободила Воронеж, 29 января — Касторное, 8 февраля — Курск и к началу марта около Рыльска вышла к реке Сейм.
23 марта армия была переподчинена Курскому фронту, а 26 марта включена — в Центральный фронт, в составе которого принимала участие в Курской битве и освобождении Левобережной Украины. В ходе наступления армия освободила 30 августа Глухов, 6 сентября — Конотоп, 9 сентября совместно с 13-й армией — Бахмач, 15 сентября — Нежин.
6 октября армия была передана Воронежскому фронту, а с ноября 1943 по апрель 1944 года была подчинена 1-му Украинскому фронту, в составе которого принимала участие в Киевской наступательной, Киевской оборонительной, Житомирско-Бердичевской, Ровно-Луцкой и Проскуровско-Черновицкой операциях, в ходе которых армия освободила сотни населённых пунктов.
В апреле армия вышла к предгорьям Карпат и в ходе Львовско-Сандомирской операции совместно с другими армиями фронта 27 июля освободила Львов. К концу августа армия вышла к реке Вислока южнее города Дембица. С января по февраль 1945 года армия участвовала в Сандомирско-Силезской и Нижнесилезской операциях. Армия совместно с 59-й армией 19 января освободила Краков и, обойдя Силезский промышленный район с юга, 27 января вступила в Освенцим, освободив оставшихся узников концентрационного лагеря. Продолжив наступление, армия вышла к Одре и форсировала её, захватив плацдарм севернее города Ратибор.
В ходе Верхнесилезской операции армия наряду с другими армиями фронта принимала участие в окружении оппельнской группировки противника. Затем с 38-й армией (4-й Украинский фронт) разгромила ратиборскую группировку, а к концу операции вышла в предгорья Судет.
С 6 апреля армия вела боевые действия в составе 4-го Украинского фронта и в ходе Моравско-Остравской наступательной операции 22 апреля штурмом овладела г. Троппау, а 5 мая вышла к подступам Штернберка.
Последней операцией, в которой участвовала 60-я армия, стала Пражская операция.
После Победы армия оставалась в Чехословакии, затем в июне 1945 года её передали в Северную группу войск. Там в августе 1945 года 60-я армия была расформирована, а её полевое управление было обращено на формирование управления Кубанского военного округа.

## Отличившиеся воины
| 371 воин армии стали Героями Советского Союза, тысячи воинов были награждены орденами и медалями СССР. Герои Советского Союза Управление армии. · - Концевой, Зиновий Абрамович, полковник, начальник инженерной службы армии. - Курочкин, Павел Алексеевич, генерал-полковник, командующий армией. Управление 23 стрелкового корпуса. · - Григорович, Михаил Фролович, генерал-майор, командир корпуса. Управление 24 стрелкового корпуса. · - Кирюхин, Николай Иванович, генерал-майор, командир корпуса. Управление 28 стрелкового Львовского корпуса · - Озимин, Михаил Иванович, генерал-майор, командир корпуса. Управление 77 стрелкового корпуса. · - Козлов, Пётр Михайлович, генерал-майор, командир корпуса. Соединения и части. 112 стрелковая Рыльско-Коростеньская Краснознамённая орденов Суворова и Кутузова дивизия: - Богданов, Григорий Богданович, старший лейтенант, командир стрелкового батальона 385 стрелкового полка - Дризовский, Семён Борисович, старший лейтенант, командир миномётной роты 385 стрелкового полка - Зинченко, Александр Иванович, майор, командир стрелкового батальона 385 стрелкового полка - Зуев, Николай Николаевич, младший лейтенант, командир пулемётного взвода 524 стрелкового полка - Карамушко, Пётр Григорьевич, старший сержант, помощник командира взвода 196 отдельной разведывательной роты - Колесников, Василий Григорьевич, старший лейтенант, командир роты 385 стрелкового полка - Литвинов, Николай Ефимович, младший лейтенант, командир огневого взвода 385 стрелкового полка - Мельник, Михаил Минович, старший лейтенант, адъютант старший батальона 385 стрелкового полка - Мытов, Дмитрий Васильевич, сержант, командир орудия 436 артиллерийского полка - Сущев, Степан Захарович, старший сержант, помощник командира взвода 416 стрелкового полка - Терехов, Филипп Филиппович, лейтенант, командир миномётного взвода 385 стрелкового полка - Усенов, Абдулла, рядовой, сапёр 159 отдельного сапёрного батальона - Хуртин, Иван Андреевич, сержант, командир пулемётного отделения 385 стрелкового полка - Чубинидзе, Леван Варламович, старший лейтенант, командир стрелкового батальона 385 стрелкового полка - Шепелев, Николай Гаврилович, рядовой , стрелок 385 стрелкового полка - Шулепов, Геннадий Александрович, капитан, заместитель командира батальона по политической части 385 стрелкового полка 128 гвардейская горнострелковая дивизия: - Колдубов, Михаил Ильич, гвардии генерал-майор, командир дивизии. 141 стрелковая Киевская Краснознамённая ордена Богдана Хмельницкого дивизия: - Андреев, Григорий Макарович, старший сержант, командир отделения пулемётной роты 796 стрелкового полка - Казаков, Василий Иванович, старший сержант, командир орудия 348 артиллерийского полка - Корогодин, Иван Иванович, капитан, командир батальона 687 стрелкового полка - Назимов, Николай Игнатьевич, старший лейтенант, заместитель командира батальона по политической части 687 стрелкового полка 303 стрелковая Верхнеднепровская Краснознамённая дивизия: - Туснолобова-Марченко, Зинаида Михайловна, рядовая, санитарка 849 стрелкового полка. 280 стрелковая Конотопская Краснознамённая дивизия: Управление дивизии: - Голосов, Дмитрий Николаевич, генерал-майор, командир дивизии 1031 стрелковый полк: - Аксёнов, Александр Афанасьевич, сержант, парторг 2 стрелкового батальона.Звание присвоено посмертно. - Алиназаров, Садык, рядовой, пулемётчик 4 стрелковой роты. - Аскаров, Алексей Алексеевич, красноармеец, сапёр. - Валеев, Абдулла Хабиевич, рядовой, 1 номер расчёта противотанкового ружья.Погиб в бою 4 января 1944 года. - Волков, Михаил Васильевич, рядовой ,стрелок.Умер от ран 4 октября 1943 года. - Вяльцев, Фёдор Иванович, ефрейтор, командир орудия артиллерийской батареи. - Головкин, Павел Иванович, лейтенант, командир миномётного взвода. - Голубев, Александр Назарович, младший сержант, командир взвода противотанковых ружей. - Козлов, Николай Васильевич, рядовой, стрелок.Погиб в бою в ноябре 1944 года. - Крюков, Василий Иванович, младший лейтенант, командир взвода. - Маргулян, Лев Маркович, красноармеец, сапёр сапёрного взвода.Звание присвоено посмертно. - Марканов, Владимир Михайлович, красноармеец, стрелок 7 стрелковой роты.Пропал без вести в декабре 1943 года. - Мядзель, Михаил Маркович, старший лейтенант, парторг батальона. - Новиков, Иван Миронович, полковник, командир полка. - Парамонов, Иван Григорьевич, лейтенант, командир взвода противотанковых ружей.Звание присвоено посмертно. - Попов, Николай Михайлович, сержант, командир отделения взвода противотанковых ружей. - Шишкин, Николай Васильевич, младший сержант, командир отделения. 1033 стрелковый полк: - Белопухов, Евстрат Степанович, лейтенант, командир пулемётного взвода. - Горчаков, Пётр Андреевич, подполковник, заместитель командира полка по политической части. - Кошелев, Василий Гаврилович, рядовой, стрелок взвода противотанковых ружей. - Мостовой, Григорий Порфирьевич, ефрейтор, пулемётчик.Погиб в бою в ноябре 1943 года. - Нестеров, Иван Наумович, капитан, командир миномётной роты. - Полищук, Иосиф Митрофанович, рядовой, стрелок.Звание присвоено посмертно. - Ройченко, Александр Александрович, старший лейтенант, командир миномётной роты.Звание присвоено посмертно. - Рыбалка, Алексей Васильевич, капитан, командир батальона.Погиб в бою 13 октября 1943 года. - Соловьёв, Иван Алексеевич, старший сержант, стрелок.Звание присвоено посмертно. - Хахерин, Илья Кириллович, старший лейтенант, командир роты.Умер от ран 9 марта 1944 года. - Цыганков, Пётр Николаевич, сержант, командир миномётного расчёта. - Юдин, Александр Дмитриевич, младший сержант, командир отделения. 1035 стрелковый полк: - Аверьянов, Иван Ильич, старшина, командир взвода. - Булгаков, Пётр Семёнович, рядовой, стрелок.Звание присвоено посмертно. - Геращенко, Михаил Моисеевич, лейтенант, командир взвода. - Карачев, Пётр Андрианович, сержант, командир миномётного расчёта.Погиб 19 декабря 1943 года. - Клименко, Григорий Игнатьевич, подполковник, командир полка. - Мельников, Фёдор Маркович, старший лейтенант, командир роты.Погиб в бою 9 апреля 1944 года. - Митькин, Борис Викторович, лейтенант, командир миномётной роты.Погиб в бою.20 ноября 1943 года. - Мишин, Евгений Васильевич, старший сержант, командир отделения. - Овсянников, Константин Васильевич, сержант, командир отделения.Погиб в бою 2 октября 1943 года. - Писаренко, Андрей Ефремович, лейтенант, командир роты. - Торчигин, Николай Андреевич, старший лейтенант, командир роты.Звание присвоено посмертно. - Чута, Дементий Емельянович, младший сержант, командир отделения. - Шкурин, Василий Митрофанович,капитан, заместитель командира стрелкового батальона.Звание присвоено посмертно. 248 курсантская стрелковая бригада: - Броварец, Владимир Тимофеевич, лейтенант, командир взвода. - Гора, Пётр Евстафьевич, старший сержант, помощник командира взвода. - Жиляев, Константин Павлович, младший сержант, наводчик орудия отдельного артиллерийского дивизиона. - Заклюка, Иван Степанович, лейтенант, комсорг 4 батальона. - Иванов, Степан Дмитриевич, старший сержант, командир взвода. - Казак, Иван Емельянович, младший сержант, наводчик орудия отдельного артиллерийского дивизиона. - Лазука, Дмитрий Ефимович, рядовой, связной командира роты - Пугач, Максим Кириллович, младший лейтенант, командир роты - Хасанов, Хаким Хусаинович, старший сержант, командир пулемётного расчёта - Шуваев, Александр Иосифович, капитан, заместитель командира стрелкового батальона по политической части 150 отдельная танковая Киевско-Коростеньская Краснознамённая орденов Суворова Кутузова и Богдана Хмельницкого бригада: - Артёменко, Александр Николаевич, ефрейтор, наводчик противотанкового орудия. - Асессоров, Иван Фёдорович, капитан, заместитель командира мотострелкового батальона. - Ачкасов, Яков Михайлович, лейтенант, командир роты автоматчиков. - Безруков, Николай Григорьевич, майор, командир 1 танкового батальона.Умер от ран 17 марта 1945 года. - Захарченко, Павел Фёдорович, капитан, заместитель командира танкового батальона.Погиб в бою 26 ноября 1943 года. - Калачёв, Александр Васильевич, лейтенант, командир танка.Звание присвоено посмертно. - Трайнин, Пётр Афанасьевич, старшина, механик-водитель танка. 152 отдельная танковая Ленинградская Краснознамённая ордена Суворова бригада: - Ковалевский, Анатолий Николаевич, полковник, командир бригады. Звание присвоено посмертно. 7 гвардейская истребительно-противотанковая артиллерийская бригада: - Борсоев, Владимир Бузинаевич, гвардии подполковник, командир бригады.Звание присвоено посмертно. 2 истребительно-противотанковая артиллерийская бригада: - Кривохижин, Георгий Петрович, подполковник, командир 499 истребительно-противотанкового полка. 18 истребительно-противотанковая артиллерийская бригада: - Агеев, Василий Сергеевич, сержант, командир орудия 171 истребительно-противотанкового артиллерийского полка. - Волков, Василий Степанович, капитан, командир батареи 171 истребительно-противотанкового артиллерийского полка - Припутнев, Василий Степанович, капитан, командир батареи 699 истребительно-противотанкового артиллерийского полка 59 отдельная инженерно-сапёрная бригада РГК: - Белоножко, Марк Николаевич, капитан, командир роты 42 инженерно-сапёрного батальона - Воробьёв, Дмитрий Андреевич, капитан, командир роты 42 инженерно-сапёрного батальона 3 понтонно-мостовая бригада: - Белимбаев, Закария, красноармеец, понтонёр 18 понтонно -мостового батальона 59 отдельный танковый Киевский Краснознамённый орденов Суворова и Кутузова полк: - Иванько, Александр Андреевич, старшина, командир танка. 128 миномётный полк: - Баташев, Николай Иванович, старший сержант, командир миномётного расчёта. - Вагурин, Александр Андреевич, майор, командир полка. 138 миномётный полк: - Поздняков, Сергей Петрович, подполковник, командир полка. 1178 истребительно-противотанковый артиллерийский полк: - Антонов, Николай Дмитриевич, старший сержант, командир орудия. - Фокин, Владимир Иванович, сержант, наводчик орудия. Звание присвоено посмертно. 1646 истребительно-противотанковый артиллерийский полк: - Осин, Николай Архипович, сержант, наводчик орудия.Умер от ран 3 октября 1944 года. - Сидоров, Дмитрий Степанович, рядовой, наводчик орудия.Звание присвоено посмертно. 9 отдельный понтонно-мостовой батальон: - Васильев, Иван Петрович, сержант, понтонёр - Марьясов, Пётр Иванович, лейтенант, командир взвода - Олбинский, Василий Александрович, старший сержант, командир отделения - Полуэктов, Степан Михайлович, ефрейтор, понтонёр - Скляр, Григорий Михайлович, подполковник, командир батальона - Степанников, Фёдор Иванович, ефрейтор, понтонёр Сведения о Героях Советского Союза формирований, входивших в состав армии: · 121-я стрелковая дивизия,129-я гвардейская стрелковая дивизия, 132-я стрелковая дивизия, 143-я стрелковая дивизия, 167-я стрелковая дивизия (2-го формирования), 2-я гвардейская кавалерийская дивизия (СССР), 2-я гвардейская воздушно-десантная дивизия, 226-я стрелковая дивизия (2-го формирования), 232-я стрелковая дивизия (2-го формирования), 3-я гвардейская воздушно-десантная дивизия, 302-я стрелковая дивизия,322-я стрелковая дивизия, 4-я гвардейская воздушно-десантная дивизия, 6-я гвардейская стрелковая дивизия, 75-я гвардейская стрелковая дивизия, 1-я гвардейская артиллерийская дивизия прорыва РГК, 4-й гвардейский танковый корпус, 7-й гвардейский механизированный корпус, 17-й танковый корпус (СССР), 21-й отдельный моторизованный понтонно-мостовой батальон Южного фронта, 25-й танковый корпус (СССР), 24-й стрелковый корпус находятся в статьях Википедии об этих формированиях. Кавалеры ордена Славы 3-х степеней. Управление армии: - Гайнуллин, Рифкат Хайруллович, старший сержант, разведчик разведывательной роты разведывательного отдела штаба армии Управление 28 стрелкового Львовского корпуса: - Ваганов, Сергей Иванович, младший сержант, командир отделения 920 отдельного корпусного сапёрного Катовицкого батальона - Давитая, Александр Ионович, ефрейтор, разведчик 920 отдельного корпусного сапёрного Катовицкого батальона - Маслов, Николай Иванович, младший сержант, командир отделения разведки 920 отдельного корпусного сапёрного Катовицкого батальона - Паршенков, Борис Семёнович , сержант, командир отделения разведки 920 отдельного корпусного сапёрного Катовицкого батальона 13 артиллерийская дивизия прорыва ВГК: - Абрамян, Вараздат Карапетович, старший сержант, командир орудийного расчёта 566 гаубичный артиллерийский полк 47 гвардейской артиллерийской бригады. 167 стрелковая Сумско-Киевская дважды Краснознамённая дивизия: - Бабченко, Павел Степанович, старший сержант, помощник командира взвода конной разведки 520 стрелкового полка - Васильев Пётр Михайлович, красноармеец, старший телефонист миномётной батареи 465 стрелкового полка - Наконечный, Михаил Григорьевич, старший сержант, разведчик 520 стрелкового полка 128 гвардейская горнострелковая дивизия: - Коваленко, Николай Митрофанович, гвардии старший сержант, командир отделения разведки 331 гвардейского артиллерийского полка. - Тараненко, Василий Григорьевич, гвардии старшина, командир разведывательного отделения 315 гвардейского горнострелкового полка. - Эргашев, Юлдаш, гвардии старший сержант, командир стрелкового отделения 327 горнострелкового полка. 242 горнострелковая дивизия: - Голиков, Иван Георгиевич, сержант, командир миномётного расчёта 769 горноартиллерийского полка - Новоятлов, Николай Николаевич, старший сержант, командир пулемётного расчёта 903 горнострелкового полка. 59 отдельная инженерно-сапёрная бригада РГК: - Баскаков, Сергей Андреевич, сержант, командир отделения 41 инженерно-сапёрного батальона - Храпко, Василий Лазаревич, ефрейтор, сапёр-разведчик взвода управления 41 инженерно-сапёрного батальона 368 гвардейский тяжёлый самоходно-артиллерийский Тарнопольский Краснознамённый ордена Кутузова полк: - Тимаков, Александр Павлович, гвардии старший сержант, командир самоходной артиллерийской установки ИСУ-152 159 Днестровский Краснознамённый ордена Богдана Хмельницкого укреплённый район (УР): - Дудник, Андрей Романович, младший сержант, командир пулемётного отделения 500 отдельного пулемётно-артиллерийского ордена Александра Невского батальона - Принёв, Михаил Николаевич, сержант, разведчик взвода разведки 496 отдельного пулемётно-артиллерийского батальона - Спицын, Александр Иванович, сержант, командир отделения станковых пулемётов 500 отдельного пулемётно-артиллерийского ордена Александра Невского батальона. - Степанчиков, Михаил Григорьевич, рядовой, пулемётчик 491 отдельного пулемётно-артиллерийского Краснознамённого батальона. 1 отдельный моторизованный противотанковый огнемётный батальон: - Петров, Виктор Петрович, сержант, командир отделения. - Тангматов, Абдухол, младший сержант, наводчик станкового пулемёта. Сведения о кавалерах ордена Славы 3-х степеней формирований, входивших в состав армии: · 4-й гвардейский танковый корпус, 15-й стрелковый корпус, 75-я гвардейская стрелковая дивизия, 100-я стрелковая дивизия (2-го формирования), 246-я стрелковая дивизия, 302-я стрелковая дивизия, 304-я стрелковая дивизия (2-го формирования),322-я стрелковая дивизия, 336-я стрелковая дивизия (2-го формирования), 9-я пластунская стрелковая дивизия находятся в статьях Википедии об этих формированиях. · |                                                                                       |
| | Этот раздел нужно дополнить. Пожалуйста, улучшите и дополните раздел. (3 апреля 2015) |

## Состав армии по состоянию на 1 мая 1945 года
Стрелковые части
- 15-й стрелковый корпус:
  - 9-я пластунская стрелковая дивизия
  - 107-я стрелковая дивизия
  - 336 стрелковая Житомирская Краснознамённая ордена Суворова дивизия
- 17-й гв. стрелковый корпус
- 28-й стрелковый корпус:
  - 100 стрелковая Львовская дивизия
  - 246 стрелковая Шумская дивизия
- 106-й стрелковый корпус:
  - 148 стрелковая Черниговская Краснознамённая ордена Суворова дивизия
  - 304 стрелковая Житомирская Краснознамённая дивизия
- 3-й горнострелковый Карпатский корпус:
  - 128-я гвардейская Туркестанская Краснознамённая стрелковая дивизия
  - 242-я горнострелковая Таманская Краснознамённая ордена Кутузова дивизия
  - 318-я горнострелковая Новороссийская дивизия
  - 322 стрелковая Житомирская Краснознамённая ордена Суворова дивизия
- 302 стрелковая Тарнопольская Краснознамённая ордена Кутузова дивизия

Артиллерийские части
- 13-я артиллерийская дивизия прорыва
  - 42-я легкая артиллерийская бригада
  - 47-я гаубичная артиллерийская бригада
  - 88-я тяжелая гаубичная артиллерийская бригада
  - 91-я тяжелая гаубичная артиллерийская бригада
  - 101-я гаубичная артиллерийская бригада большой мощности
  - 17-я минометная бригада
- 33-я пушечная артиллерийская бригада
- 98-й гвардейский корпусной артиллерийский полк
- 18-я истребительно-противотанковая артиллерийская бригада
- 48-я истребительно-противотанковая артиллерийская бригада
- 1178-й истребительно-противотанковый полк
- 138-й минометный полк
- 83-й гвардейский миномётный полк реактивной артиллерии
- 2-й гвардейский горно-вьючный минометный дивизион
- 43-я зенитная артиллерийская дивизия
  - 464-й зенитный артиллерийский полк
  - 635-й зенитный артиллерийский полк
  - 1463-й зенитный артиллерийский полк
  - 1464-й зенитный артиллерийский полк
- 217-й зенитный артиллерийский полк

Бронетанковые и механизированные войска
- 31-й танковый корпус
  - 100-я танковая бригада
  - 237-я танковая бригада
  - 242-я танковая бригада
  - 65-я мотострелковая бригада
  - 269-й лёгкий артиллерийский полк
  - 367-й гвардейский тяжелый самоходный артиллерийский полк
  - 722-й самоходный артиллерийский полк
  - 1442-й самоходный артиллерийский полк
  - 98-й мотоциклетный батальон
  - 617-й миномётный полк
  - 201-й гвардейский миномётный дивизион реактивной артиллерии
  - 1885-й зенитный артиллерийский полк
- 1448-й самоходный артиллерийский полк 9-й пластунской стрелковой дивизии

Инженерные части
- 15-я штурмовая инженерно-сапёрная бригада
- 59-я инженерно-сапёрная бригада

Огнемётные части
- 9-й отдельный огнемётный батальон
- 38-й отдельный огнемётный батальон
- 179-я отдельная рота ранцевых огнемётов
- 180-я отдельная рота ранцевых огнемётов

Части связи
- 126-й отдельный Тарнопольский[5] ордена Красной Звезды[6] полк связи[7]

## Командование

### Первое формирование

#### Командующие
- генерал-лейтенант Пуркаев, Максим Алексеевич (ноябрь — декабрь 1941 года).

#### Члены Военного совета
- бригадный комиссар Рязанов, Архип Павлович (ноябрь — декабрь 1941 года).

#### Начальники штаба
- генерал-майор Покровский, Александр Петрович (октябрь — декабрь 1941 года).

### Второе формирование

#### Командующие
- генерал-лейтенант Антонюк, Максим Антонович (июль 1942 года);
- генерал-лейтенант, генерал-полковник Черняховский, Иван Данилович (июль 1942 — апрель 1944 года);
- генерал-полковник Курочкин, Павел Алексеевич (15 апреля 1944 года — 9 июля 1945 года).

#### Члены Военного совета
- армейский комиссар 2 ранга Кузнецов, Фёдор Федотович (июль — октябрь 1942 года);
- корпусной комиссар, генерал-лейтенант Запорожец, Александр Иванович (октябрь 1942 — июль 1943 года);
- полковник, генерал-майор Оленин, Василий Максимович (июль 1943 года — до конца войны).

#### Начальники штаба
- генерал-майор Крылов С. Н. (июль 1942 — февраль 1943 года);
- полковник, генерал-майор Тер-Гаспарян, Геворк Андреевич (февраль 1943 — июль 1944 года);
- полковник Протас, Семён Михайлович (июль — август 1944 года);
- генерал-майор Гончаров, Афанасий Дмитриевич (август 1944 года — до конца войны).

#### Командующий артиллерией
- генерал-майор Кабатчиков, Василий Яковлевич (1944 - 1945)[8][9]

#### Начальник инженерных войск
- полковник Тюлев, Сергей Сергеевич (начала 1943 года)

## Память
- Памятник войскам 60-й армии в селе Ясногородка Вышгородского района Киевской области
- Улица 60-й армии в Воронеже